# Сліпак східний
Сліпак східний, або звичайний (Spalax microphthalmus) — вид ссавців із роду сліпак (Spalax) родини сліпакових (Spalacidae) ряду мишоподібних (Muriformes). Це землекоп середніх розмірів (24–31 см завдовжки, вагою 570–700 грам), з низкою яскравих пристосувань до підземного рийного способу життя: зменшені й прикриті шкіряною мембраною очима, суттєво розвиненими різцями, що призначені для риття,  редукованим хвостом. Харчується підземними частинами рослин (цибулини, бульби, кореневища), а також різними безхребетними (переважно комахами та їхніми личинками), характерна також копрофагія.

## Назва і таксономія
Місцеве населення найчастіше називає вид «сліпцем» або «кротом» (молодь, дачники) або «зінським щеням» (старші сільські люди). Означення «звичайний» раніше поширювали на багатьох сліпаків, у тому числі й на подільського і фактично застосовувалося для позначення надвиду, а не виду. Для уникнення суперечностей вид Spalax microphthalmus іменують «сліпаком східним». В англ. і фр. працях XVIII–XIX ст. вид, можливо включно зі Spalax zemni, називали Zemni.

## Екологія, стан популяцій

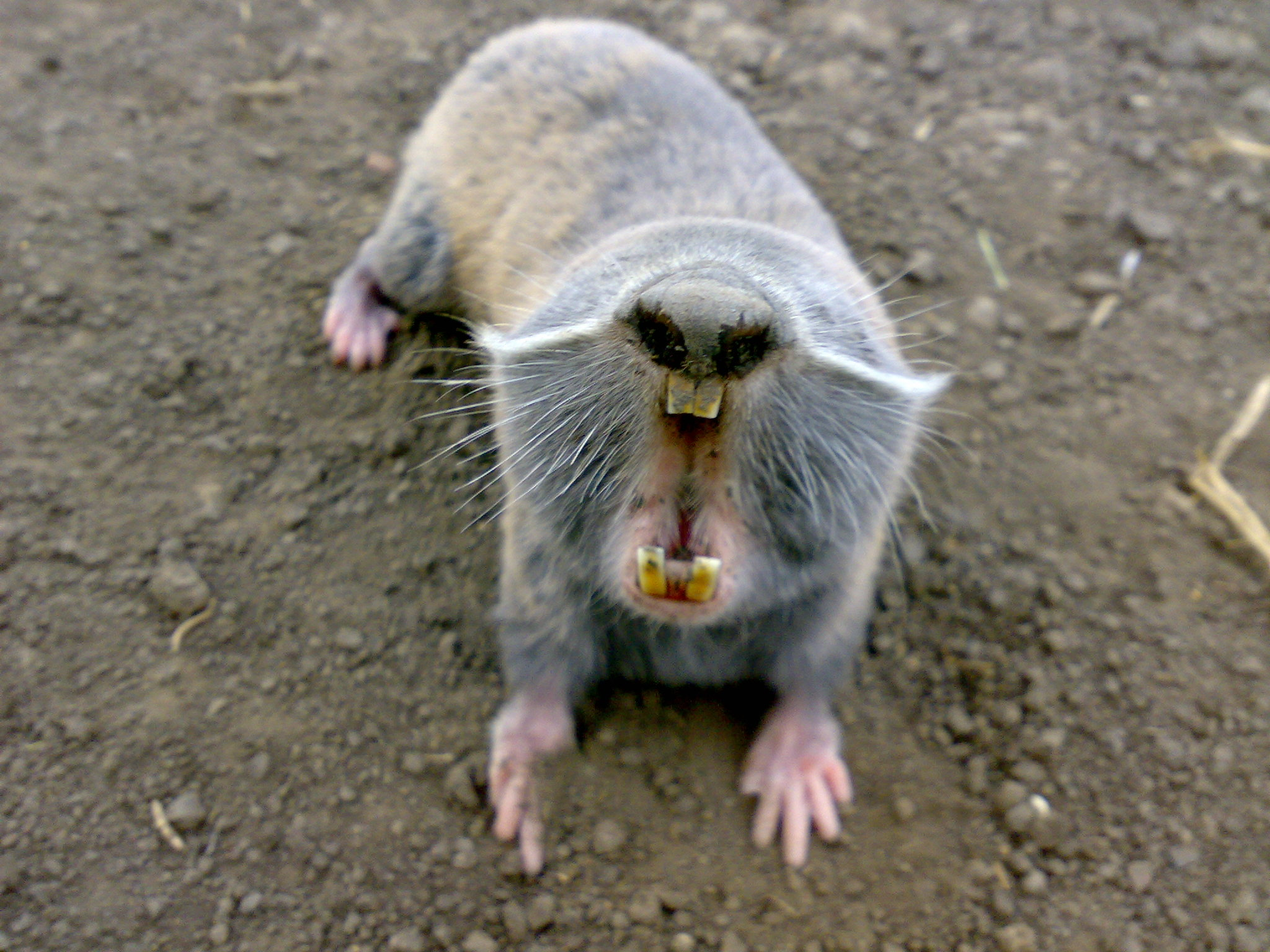
сліпак східний — типовий мешканець сходу України (фото Є. Кудінова)

Місцями вид завдає значної шкоди городині, особливо, посадкам картоплі, тож місцеве населення змушене збирати врожай до часу його визрівання.
Один з найчисленніших видів гризунів-землериїв Європи. Найпотужніші популяції збереглися на сході України, в Донецько-Донських степах і далі на схід до Волги.

## Охорона
На більшій частині ареалу стан природних популяцій сліпака східного залишається більш-менш стабільним. Саме тому він, згідно Червоного списку МСОП, отримав охоронну категорію «відносно благополучний вид». Але в окремих регіонах спостерігається тенденція до зниження чисельності популяції виду. Тому сліпак піщаний занесений до Європейського Червоного списку (охоронна категорія: невизначений вид). Наразі жодних заходів щодо збереження не вживається, однак цей вид зустрічається на кількох природно-заповідних територіях, включаючи Український степовий природний заповідник, Луганський природний заповідник, Центрально-Чорноземний природний заповідник та інші.